# Національний республіканський альянс
Національний республіканський альянс (ісп. Alianza Republicana Nacionalista, ARENA) — політична партія Сальвадору. Заснована 30 вересня 1981. За ідеологією є правою та консервативною. На парламентських виборах 2012 року ARENA отримала більшість голосів.